# El Purgatori
|  | Per a altres significats, vegeu «El Purgatori (Castellcir)». |

El Purgatori és una masia del municipi de Sant Feliu Sasserra a la comarca catalana del Bages.